# Grande mulette
Espèce
Synonymes
- voir paragraphe #Synonymes

Statut de conservation UICN

 CR A2ac : 
En danger critique
Pseudunio auricularius ou la Grande mulette en français est une espèce de moules d'eau douce de la famille des Margaritiferidae. C'est la moule d'eau douce la plus grosse du monde, pouvant mesurer jusqu'à 17-18cm.

## Synonymes
- Pseudunio auricularis (Spengler, 1793)
- Unio crassissimus (Ferrussac, 1844)
- Unio margaritanopsis Locard, 1889
- Unio margaritifera (Draparnaud, 1801)
- Unio sinuata Lamarck, 1819
- Unio sinuatus (Rossmassler, 1844)

## Répartition
On la rencontre en France dans sept cours d'eau, principalement dans la Charente. Elle est aussi présente en Espagne et en Italie. En France, la Grande Mulette fait l'objet d'un Plan national d'Actions de 2022 à 2031.
Elle peut atteindre un siècle de durée vie et se reproduit chaque année, à partir de son âge adulte entre 10 et 15 ans.